# The Nowhere Inn

The Nowhere Inn est un film américain réalisé par Bill Benz, sorti en 2021.

## Synopsis
Carrie encourage son amie St. Vincent à explorer la différence entre son vrai "elle" et son personnage de scène.

## Fiche technique
- Titre original : The Nowhere Inn
- Réalisation : Bill Benz
- Scénario : St. Vincent et Carrie Brownstein
- Musique : St. Vincent
- Photographie : Minka Farthing-Kohl
- Montage : Ali Greer
- Production : Carrie Brownstein, Joshua Bachove, Danny Harris, Lana Kim, Jett Steiger et St. Vincent
- Sociétés de production : Topic Studios et Ways & Means
- Pays : États-Unis
- Genre : Comédie dramatique
- Durée : 91 minutes
- Dates de sortie : États-Unis : 17 septembre 2021

## Distribution
- St. Vincent : elle-même
- Ezra Buzzington : le chauffeur de limousine
- Toko Yasuda : Toko
- Chris Aquilino : Neil
- Carrie Brownstein : elle-même
- Drew Connick : Robert